# Hyophila laete-virens
Hyophila laete-virens är en bladmossart som beskrevs av Brotherus 1895. Hyophila laete-virens ingår i släktet Hyophila och familjen Pottiaceae. Inga underarter finns listade i Catalogue of Life.